# UGC 5304
Arp 255 = UGC 5304 ist ein interagierendes Galaxienpaar im Sternbild Löwe. Sie ist schätzungsweise 544 Mio. Lichtjahre von der Milchstraße entfernt.
Halton Arp gliederte seinen Katalog ungewöhnlicher Galaxien nach rein morphologischen Kriterien in Gruppen. Diese Galaxie gehört zu der Klasse Galaxien mit Anzeichen für eine Aufspaltung.